# Vero Beach (Florida)
Vero Beach es una ciudad ubicada en el condado de Río Indio en el estado estadounidense de Florida. En el Censo de 2010 tenía una población de 15 220 habitantes y una densidad poblacional de 439,79 personas por km². Aquí fue encontrada la cabeza del menor Adam Walsh, presuntamente asesinado por Ottis Toole, colega de uno de los asesinos en serie más sanguinarios de la historia de Estados Unidos, Henry Lee Lucas.

## Historia
En 1715, una flota de tesoro español naufragó en la costa de Vero. Once de doce barcos españoles que transportaban toneladas de plata se hundieron en un huracán. 
A este lugar se le llamó el vero sitio del naufragio. Vero significa verdadero en español antiguo.
Los restos de la plata atrajeron a los piratas. Un grupo de trescientos corsarios ingleses desempleados liderados por Henry Jennings robaron alrededor de £ 87 500 en oro y plata en sus primeros actos de piratería.
En 1872, el Capitán Allen W. Estes estableció oficialmente la primera patente de tierra entre el Océano Atlántico y la laguna Indian River, después de establecerse en el área en 1870.
En 1893, el Ferrocarril de la Costa Este de Florida de Henry Flagler comenzó a operar en el área.
El pueblo de Vero fue fundado el 13 de junio de 1919.
Vero pasó a llamarse oficialmente «Vero Beach» y pasó de ser parte del Condado de Santa Lucía para convertirse en la sede del Condado de Río Indio cuando se formó en junio de 1925.

## Geografía
Vero Beach se encuentra ubicada en las coordenadas 27°38′50″N 80°23′35″O / 27.64722, -80.39306. Según la Oficina del Censo de los Estados Unidos, Vero Beach tiene una superficie total de 34,61 km², de la cual 29,62 km² corresponden a tierra firme y (14,42%) 4,99 km² es agua.

## Demografía
Según el censo de 2010, había 15 220 personas residiendo en Vero Beach. La densidad de población era de 439,79 hab./km². De los 15 220 habitantes, Vero Beach estaba compuesto por el 87,49% blancos, el 4,82% eran afroamericanos, el 0,29% eran amerindios, el 1,84% eran asiáticos, el 0,09% eran isleños del Pacífico, el 3,72% eran de otras razas y el 1,75% pertenecían a dos o más razas. Del total de la población el 10,74% eran hispanos o latinos de cualquier raza.